# St. Barbara-Hospital (Duisburg)

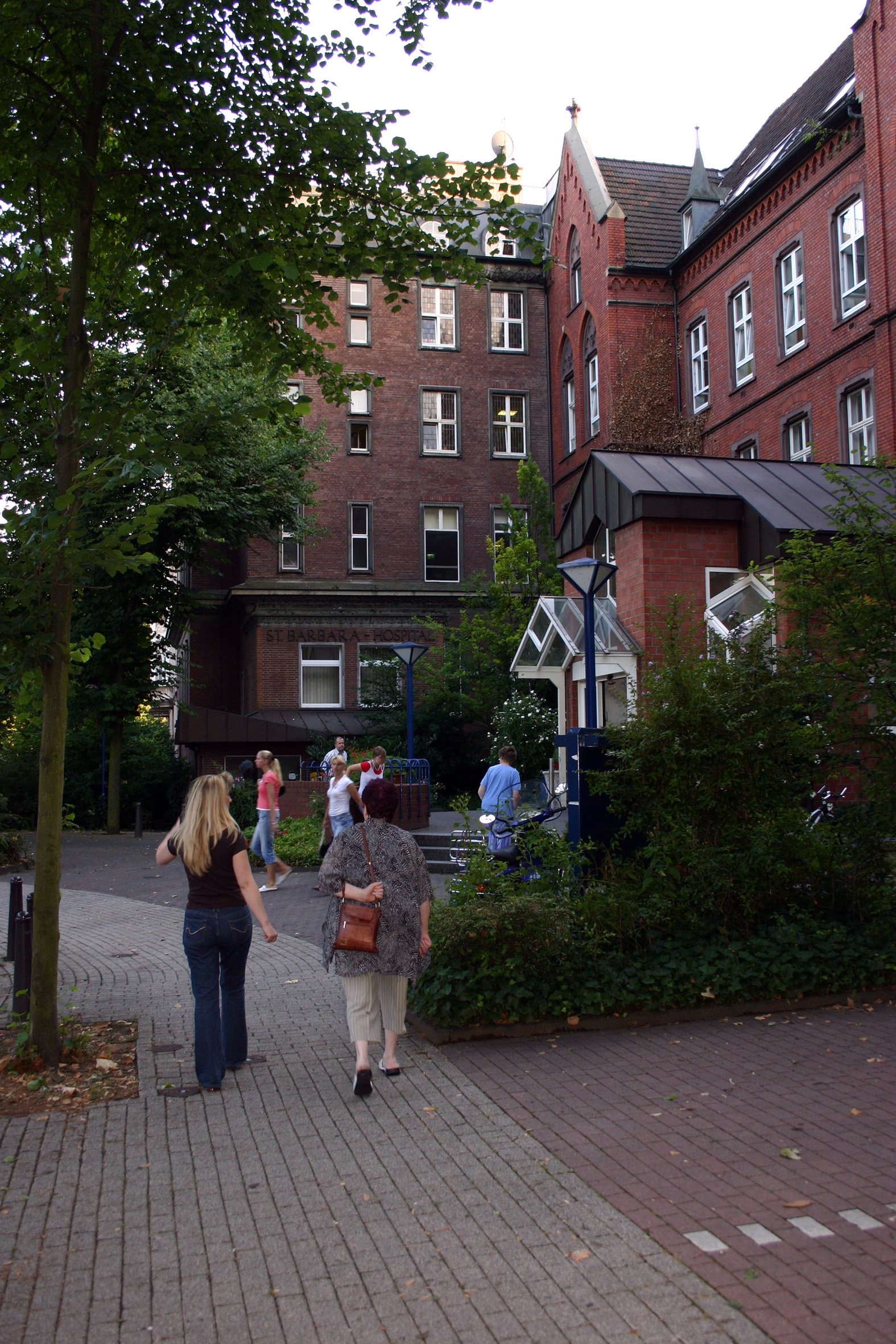
Haupteingang des Hospitals an der Barbarastraße, 2006.

Das St. Barbara-Hospital ist ein ehemaliges Krankenhaus im Duisburger Stadtteil Neumühl.

## Geschichte
Im Frühjahr 1905 wurde mit den Bauarbeiten begonnen; der 1. April 1906 gilt als der offizielle Eröffnungstermin des St. Barbara-Hospitals. Aufgrund von besonders vielen Meningitis-Fällen (Hirnhautentzündung) in Hamborn wurde der Betrieb indes bereits am 8. Januar 1906 aufgenommen. Zu diesem Zeitpunkt war das Krankenhaus noch nicht fertiggestellt.
Im Gebäude waren ein Krankenhaus sowie eine Fachklinik untergebracht. Spezialisiert war das Krankenhaus auf die Bereiche Dermatologie, Plastische Chirurgie, Rheumatologie und Coloproktologie (Enddarmerkrankungen). Träger des Hospitals war das Katholische Klinikum Duisburg. Es wurden folgende Therapien angeboten: Ergotherapie, Naturheilverfahren, Physiotherapie, Schmerztherapie, Sozialdienst und Wundmanagement.
1999 wurde das Krankenhaus dem Zweckverband Katholisches Klinikum Duisburg (KKD) angeschlossen. Im November 2011 übernahm der Helios-Konzern 51 Prozent der Anteile am KKD.
Im Zuge der wirtschaftlichen Sanierung des KKD wurde das St. Barbara-Hospital geschlossen und die zuletzt dort beheimateten Fachabteilungen zum 1. Juli 2013 an das St. Johannes-Hospital in Duisburg-Hamborn abgegeben. Das leere Gebäude fiel an die Neumühler Kirchengemeinde Herz Jesu bzw. an das Bistum Essen zurück.
Im Laufe der Zeit waren mehrere Nutzungskonzepte im Gespräch. Im August 2014 wurde in Gesprächen zwischen der Stadt Duisburg und der zuständigen Bezirksregierung Arnsberg eine Umnutzung des Gebäudes als Notunterkunft für Asylbewerber thematisiert. Im Winter 2016 wurden die Asylbewerber aus dem Hospital verwiesen. Danach wurde geplant, ein Teil des Krankenhauses abzureißen und darauf Büros bzw. Wohnhäuser zu errichten und den Rest des Gebäudes in einen Kindergarten umzuwandeln.

## Sankt Barbara Quartier
Bei einer von einem interessierten Investor in den Jahren 2015 und 2016 ausgerichteten Ausschreibung erhielten ein Düsseldorfer Architektenbüro und ein Kasseler Landschaftsarchitekturbüro den Zuschlag für die Realisierung der Umgestaltung des Geländes. Im November 2018 wurden Pläne bekannt, dass das ehemalige Krankenhaus Mittelpunkt eines neuen Wohnviertels werden soll. Auf dem insgesamt 45.000 Quadratmeter großen Areal sollten anfänglichen Planungen zufolge zunächst ca. 350 neue Wohnungen entstehen.
Auf Basis des im Jahr 2018 vorgelegten Bebauungsplans (Nr. 1244 Neumühl St. Barbara) stimmte der Rat der Stadt Duisburg im Juni 2019 für das Projekt. In der Planung des Berliner Investors war vorgesehen, das Krankenhausgebäude weitestmöglich zu erhalten, zu sanieren und alternativ zu nutzen. Im Oktober 2020 wurde das Projekt der Öffentlichkeit erneut vorgestellt.
Unter dem Namen „Sankt Barbara Quartier“ wurde ein Bebauungskonzept vorgestellt, das auf den zur Verfügung stehenden 42.000 m² Gebäude mit einer Brutto-Grundfläche von 56.500 m² und zwischen 450 und 500 Wohnungen – davon 150 öffentlich gefördert – errichten wollte. Es war geplant, hierbei das Haupthaus des St. Barbara-Hospitals zu erhalten und für Büros, Veranstaltungen und Gastronomie zu nutzen. Als Zeitpunkt des Baubeginns waren der Sommer oder der Herbst des Jahres 2022 ins Auge gefasst.
Am 4. November 2021 brach im Dachstuhl des alten Krankenhauses ein Brand aus. Es wurde niemand verletzt. Das Gebäude wurde jedoch schwer beschädigt.
Die Rodungsarbeiten beim Gebäudekomplex zur Vorbereitung der Errichtung der, auch unter dem Begriff „Neumühl-Quartier“ geplanten, Wohngebäude wurden im Sommer 2022 abgeschlossen. Dennoch verzögerte sich der Beginn der Bauarbeiten. Im September 2022 wurde bekannt, dass das beauftragte Bauunternehmen Insolvenz angemeldet hatte.
Durch die Verzögerung des Abrisses und der verlassenen Natur des Gebäudes ist das St. Barbara zu einem bekannten Lost Place sowie einer Unterkunft für Obdachlose geworden. Da das Betreten des baufälligen Gebäudes aber mit Gefahren verbunden ist – so kam es 2023 zum Beispiel zu einem tödlichen Sturz eines Obdachlosen –, wurde das gesamte Gelände mit Bauzäunen eingezäumt, und das Betreten des Geländes wurde mit Geldstrafen verbunden. Ein durch einen Kleinbrand von Unrat ausgelöster Einsatz der Berufsfeuerwehr Duisburg im St. Barbara wurde durch die WDR-Dokuserie „Feuer & Flamme – Mit Feuerwehrmännern im Einsatz“ in der 8. Staffel begleitet.